# Rogač
Rogač – wieś w Chorwacji, w żupanii splicko-dalmatyńskiej, w gminie Šolta. W 2011 roku liczyła 126 mieszkańców.